# Marsófalva
Marsófalva (1899-ig Rassó-Marsófalu-Urbanó, szlovákul Maršová-Rašov) község Szlovákiában, a Zsolnai kerületben, a Nagybiccsei járásban.

## Fekvése
Nagybiccsétőltól 6 km-re délnyugatra, a Vág bal oldalán fekszik.

## Története
A mai község területén a történelem előtti időkben a puhó kultúra népe lakott. A 8. században szlávok népesítették be ezt a vidéket.

### Rassó
Rassó falut 1439-ben „Rasov”, 1458-ban „Rassow”, 1471-ben „Rassowa” néven említik. A vágbesztercei váruradalomhoz tartozott. 1598-ban 21 háza állt. 1784-ben 47 házában 340 lakos élt.
A 18. század végén Vályi András így ír róla: „RÁSOV. Tót falu Trentsén Vármegyében, földes Ura Gr. Balassa, és Gr. Szapáry Uraságok, lakosai katolikusok leginkább, fekszik Predmérhez közel, mellynek filiája, földgye termékeny, legelője, fája van, első osztálybéli.”
1828-ban 63 háza volt 363 lakossal.
Fényes Elek 1851-ben kiadott geográfiai szótárában így ír a faluról: „Rassov, tót falu, Trencsén várcsén vmegyében, Predmir mellett: 355 kath., 7 zsidó lak. és termékeny kis határral. F. u. b. Balassa, gr. Szapáry. Ut. p. Zsolna.”
A 19. század végén egyesítették Marsófalvával és Urbanóval.

### Urbanó
Urbanót 1269-ben „Urbano” néven említik először. 1406-ban „Urbanow”, 1504-ben „Wrbanowcz”, „Urbanfalva” néven szerepel a korabeli forrásokban. 1598-ban 4 ház állt Urbanón. 1784-ben 9 házában 72 lakos élt.
A 18. század végén Vályi András így ír róla: „Urbanov. Tót falu Trentsén Várm. földes Urai több Urak, lakosai többfélék, fekszik Kis-Jeszeniczhez nem meszsze, mellynek filiája; határja középszerű.”
1828-ban 7 háza és 75 lakosa volt, akik főként mezőgazdasággal foglalkoztak.
Fényes Elek 1851-ben kiadott geográfiai szótárában így ír a faluról: „Urbanov, Trencsén m. tót falu, a Vágh bal partján, termékeny kies rónaságon. Táplál 58 kath., 2 zsidó lak. F. u. többen. Ut. p. Zsolna.”
A 19. században egyesítették Marsófalvával és Rassóval.

### Marsófalva
A mai települést 1400-ban „Marsowafalwa” néven említik először. 1462-ben „Marsofalva”, 1477-ben „Marsowa”, 1488-ban „Marsy” alakban szerepel a korabeli forrásokban. Vágbeszterce várának uradalmához tartozott, később helyi nemes családok birtoka. 1598-ban 12 ház állt a faluban. 1784-ben 21 házában 134 lakosa élt.
A 18. század végén Vályi András így ír róla: „MARSOVA. Tót falu Trentsén Várm. Ura földes Urai több Uraságok, lakosai katolikusok, fekszik Predmithez nem meszsze, és annak filiája, földgye termékeny, vagyonnyai külömbfélék, el adásra alkalmatos módgyok van.”
1828-ban 20 háza és 139 lakosa volt, akik főként mezőgazdasággal foglalkoztak.
Fényes Elek 1851-ben kiadott geográfiai szótárában így ír a faluról: „Marsova, tót falu, Trencsén vmegyében, Predmir mellett, 145 kath. lak., kicsiny de termékeny határral. F. u. többen.”
A 19. század végén egyesítették Rassóval és Urbanóval.
A trianoni békéig Trencsén vármegye Vágbesztercei járásához tartozott. 1924-ben, 1958-ban és 1960-ban nagy árvizek pusztítottak a településen. Később Marsófalva és Rassó különváltak, ma újra egy község, szlovákul Maršová-Rašov néven.

## Népessége
| Év:            | 1994. | 2004.   | 2014. | 2024.    |
| -------------- | ----- | ------- | ----- | -------- |
| Emberek száma: | 728   | 780     | 858   | 1066     |
| Eltérés:       |       | +7,14 % | +10 % | +24,24 % |

| Év:            | 2023. | 2024.   |
| -------------- | ----- | ------- |
| Emberek száma: | 1064  | 1066    |
| Eltérés:       |       | +0,18 % |

1910-ben 467, túlnyomórészt szlovák lakosa volt.
2001-ben 764 lakosából 762 szlovák volt.
2011-ben 814 lakosából 799 szlovák volt.

## Nevezetességei
- A temetőben álló klasszicista kápolnája 1848-ban épült.
- Késő gótikus kastélya a 18. század utolsó harmadában épült. A kastélyt övező parkban 100-200 éves hársfákból álló fasor található, a fák törzse 150-360 cm átmérőjű.
- Útikápolnája a 19. század második felében épült.
- A rassói részen álló kápolna a 18. század végén épült. A harangláb a 19. század közepén készült.

## Külső hivatkozások
- Hivatalos oldal
- Községinfó
- Marsófalva Szlovákia térképén
- E-obce.sk Archiválva 2010. május 7-i dátummal a Wayback Machine-ben